# Die Grünen – Die Grüne Alternative
Die Grünen – Die Grüne Alternative (GRÜNE) ist eine politische Partei in Österreich.
Von 1986 bis 2017 war die Partei ununterbrochen Oppositionspartei im Nationalrat, dem sie seit der Nationalratswahl 2019 erneut angehört. Von 2020 bis 2025 waren die Grünen an der Bundesregierung beteiligt.
Seit 29. Juni 2025 ist Leonore Gewessler Bundessprecherin der Grünen. Der ehemalige Bundessprecher der Grünen, Alexander Van der Bellen, ist seit 26. Jänner 2017 Bundespräsident.
Die Grünen sind Mitglied der Europäischen Grünen Partei und der Global Greens. Sie sind im Burgenland als kleiner Koalitionspartner der SPÖ in der Landesregierung vertreten. In Oberösterreich stellen sie aufgrund des dortigen Proporzsystems ebenfalls einen Landesrat, es besteht in der Regierung jedoch ein schwarz-blaues Arbeitsübereinkommen.

## Grundsätze

Länder, in denen die Grünen im Landtag vertreten sind
als Mitglied der Landesregierung
als Mitglied einer Proporzregierung ohne Arbeitsübereinkommen
als Oppositionspartei

Die Grünen setzen sich neben der Ökologie auch für die Rechte von Minderheiten und für eine ökosoziale Steuerreform ein. Ihre Grundwerte gemäß dem Grundsatzprogramm von 2001 lauten: „basisdemokratisch, gewaltfrei, ökologisch, solidarisch, feministisch, selbstbestimmt“. Die Partei ist Mitglied der Europäischen Grünen Partei. Innerhalb der EU setzt sie sich vor allem für ein atom- und gentechnikfreies Europa ein.
Analysen zeigen, dass Die Grünen vor allem das jüngere, weibliche und urbane Publikum ansprechen. So erreichten die Grünen bei den Nationalratswahlen 2006 16 % Stimmanteil bei städtischen Wählern, 19 % Stimmanteil bei Jungwählern und 12 % Stimmanteil bei den weiblichen Wählern (8 % bei Männern).

## Geschichte

Historisches Logo

Die Kampagne gegen die Inbetriebnahme des Atomkraftwerks Zwentendorf (1978) wird oft als „Geburtsstunde“ der österreichischen Grün-Bewegung betrachtet, 1984 gefolgt vom erfolgreichen Widerstand gegen das Donaukraftwerk Hainburg (siehe: Besetzung der Hainburger Au) als einem weiteren Meilenstein in der Entwicklung. Auch die Teilnahme einiger späterer Grün-Aktivistinnen an den Friedensdemonstrationen und Kundgebungen der Jahre 1981 bis 1984 gehört zu diesem Verständnis. Gegen eine Darstellung der Entstehungsgeschichte der Grünen als einem unmittelbaren Herauswachsen aus diesen Bürgerbewegungen werden allerdings auch Einwände erhoben, unter anderem von einer der Gründerinnen der Grünen, Freda Meissner-Blau:

„Es ist ein Märchen, dass die Grünen in Zwentendorf entstanden sind. Es ist ein Märchen, dass die Grünen in Hainburg entstanden sind. Es ist auch ein Märchen, dass sie durch Tschernobyl zusammengefunden haben. Bei der großen Demonstration in Zwentendorf, da war doch keiner von den heutigen Grünen dabei, das waren grün-bewegte Linke, aber das waren nicht die Grünen.“

1986 vereinten sich die 1982 gegründeten konservativen Vereinten Grünen Österreichs (VGÖ) mit der progressiveren Alternativen Liste Österreichs (ALÖ, gegründet 1982) als Grüne Alternative (GA). Seit 1993 lautet die offizielle Bezeichnung Die Grünen – Die Grüne Alternative (Grüne).
| NR-Wahl                                | Prozent | Mandate |
| -------------------------------------- | ------- | ------- |
| 19831                                  | 3,29 %  | 0       |
| 1986                                   | 4,82 %  | 8       |
| 1990                                   | 4,78 %  | 10      |
| 1994                                   | 7,31 %  | 13      |
| 1995                                   | 4,81 %  | 9       |
| 1999                                   | 7,40 %  | 14      |
| 2002                                   | 9,47 %  | 17      |
| 2006                                   | 11,05 % | 21      |
| 2008                                   | 10,43 % | 20      |
| 2013                                   | 12,42 % | 24      |
| 2017                                   | 3,80 %  | 0       |
| 2019                                   | 13,91 % | 26      |
| 2024                                   | 8,24 %  | 16      |
| 1 Gemeinsames Ergebnis von ALÖ und VGÖ |         |         |

### Bundesebene

#### Nationalrat
Nach der Nationalratswahl 1986 zogen die Grünen erstmals mit 4,82 % der Stimmen und acht Mandaten mit dem Grünen Parlamentsklub in den österreichischen Nationalrat ein. Beim ersten Einzug in den Nationalrat weigerten sich die Grünen anfänglich, ihr Verhalten dem der anderen Parteien anzupassen. Beispielsweise benannten sie keinen Klubobmann bzw. Klubobfrau. Stattdessen hielt eine Strohpuppe dafür her. Aufsehen erregte 1987 das Hissen der Hakenkreuzfahne am Rednerpult des Nationalrats durch den Grünen Abgeordneten Andreas Wabl, um gegen den damaligen Bundespräsidenten Kurt Waldheim zu protestieren.
Bei der vorgezogenen Nationalratswahl 2002 erlangten die Grünen bundesweit 9,47 % der Stimmen und 17 Mandate. Die daraufhin geführten Koalitionsverhandlungen mit der ÖVP scheiterten jedoch 2003 an inhaltlichen Differenzen. Zudem übte die Wiener Landesorganisation und die Grünalternative Jugend Kritik an den Koalitionsverhandlungen mit der ÖVP.
Bei der Nationalratswahl 2006 erreichten die Grünen mit 11,05 % der Stimmen erstmals den dritten Platz vor der FPÖ. Waren die Grünen nach dem vorläufigen Endergebnis noch auf Platz vier gelegen, so erreichten sie nach der Auszählung der Wahlkarten einen Vorsprung von 532 Stimmen oder 0,01 Prozent auf die nun viertplatzierte FPÖ. Dadurch erreichten die Grünen ihr bislang bestes Ergebnis auf Bundesebene und hatten, den Usancen entsprechend, den Anspruch auf die Ämter des 3. Nationalratspräsidenten sowie eines Volksanwaltes. Von 2006 bis 2008 war Eva Glawischnig Mitglied des NR-Präsidiums, von 2007 bis 2013 war Terezija Stoisits Volksanwältin.
Bei der Nationalratswahl 2008 erreichten die Grünen mit 10,43 % bzw. 20 Mandaten nur den fünften Platz und lagen hinter FPÖ und BZÖ. Ab Oktober 2012 stellte die Partei die viertgrößte Fraktion im Parlament, weil fünf Abgeordnete des BZÖ zum neu gegründeten Team Stronach wechselten und einen sechsten Parlamentsklub bildeten.
Bei der Nationalratswahl 2013 erlangten die Grünen ihr bis dahin bestes Ergebnis bei Nationalratswahlen mit 582.657 Stimmen (12,42 %) und 24 Mandaten. Analysen der Wahl (durchgeführt vom SORA-Institut) zeigen, dass die Grünen bei Personen mit hoher Bildung (Universitätsabschluss) mit 30 %, knapp vor der ÖVP, den höchsten Zuspruch aller Parteien hatten.
Am 18. Mai 2017 gab Eva Glawischnig den Rücktritt aus der Politik sowie aus ihren Funktionen als Bundessprecherin und Klubobfrau bei den Grünen bekannt. Als Klubobmann folgte ihr Albert Steinhauser nach, ihr Nationalratsmandat übernahm Barbara Neuroth. Am außerordentlichen Bundeskongress in Linz am 25. Juni 2017 wurde Ingrid Felipe zur Bundessprecherin der Grünen und Ulrike Lunacek zur Spitzenkandidatin für die Nationalratswahl 2017 gewählt. Peter Pilz unterlag bei der Listenwahl gegen Julian Schmid und gründete in der Folge im Juli 2017 die Liste Peter Pilz.
Am 28. Juli 2017 wurde auch der Wechsel der beiden grünen Abgeordneten Wolfgang Zinggl und Bruno Rossmann zur Liste Peter Pilz bekanntgegeben. 2017 schieden die Grünen aus dem österreichischen Parlament aus, während die Liste Peter Pilz als neue Partei in den Nationalrat einziehen konnte.

##### Nationalratswahl 2017
Bei der Nationalratswahl am 15. Oktober 2017 verloren die Grünen rund zwei Drittel ihrer Wählerschaft der vorangegangenen Wahl. 2017 erzielten die Grünen nur mehr 192.638 Stimmen oder 3,80 % und scheiterten somit an der Vier-Prozent-Hürde. Die Wählerstromanalyse des Instituts SORA ergab folgende Aufschlüsselung der Verluste:
- 161.000 Stimmen an die SPÖ
- 84.000 Stimmen an die ÖVP
- 67.000 Stimmen an die Liste Pilz
- 57.000 Stimmen an die NEOS
- 30.000 Stimmen an die Nichtwähler
- 24.000 Stimmen an die FPÖ
- 11.000 Stimmen an sonstige Parteien.[16]

Der Politologe Peter Filzmaier konstatierte nach der Nationalratswahl 2017, dass die Grünen nie eine Stammwählerschaft hatten, sie hätten „sich über die Jahre täuschen lassen von der guten Behalterate, die sie unter den Wählern hatten.“ In einer geharnischten Stellungnahme vom 17. Oktober 2017 analysierte der Ur-Grüne Johannes Voggenhuber, 1988 bis 1991 Bundesgeschäftsführer, 1990 bis 1996 Nationalratsabgeordneter und 1995 bis 2009 MdEP, die Ursachen des Scheiterns. Er, der bei der Listenerstellung für die Europawahl 2009 von Ulrike Lunacek ausgebootet und anschließend vom Bundesvorstand nicht in die Liste für die EU-Wahl aufgenommen worden war, schrieb auf Facebook: „Ihr habt Euch nicht davon abhalten lassen, Versprechen, Prinzipien und Ideale der Gründerzeit in zynischer Überheblichkeit über Bord zu werfen.“
Der Bundessprecher Werner Kogler gab folgende Stellungnahme ab: „Es ist der seltsame Verdienst der Bundespartei, dass wir in einem historischen Moment versagt haben – total versagt, im Prinzip“. In Voggenhubers und weiteren Analysen wurden folgende Gründe für das Scheitern der Grünen genannt:
- Der Streit mit den Jungen Grünen im Winter 2016 und Frühjahr 2017, der zu deren Ausschluss durch die Bundespartei führte.[22]
- Die Durchsetzung des umstrittenen Hochhausprojekts am Wiener Heumarkt durch Maria Vassilakou gegen den Widerstand der Basis, die sich in einer bindenden Abstimmung gegen das Projekt ausgesprochen hatte.[23][24][25] Daraufhin setzte die UNESCO die Stadt Wien auf die Rote Liste des gefährdeten Welterbes zur Aberkennung des Weltkulturerbe-Status.[26]
- Die Nichtwahl von Peter Pilz auf den gewünschten Listenplatz und die darausfolgende Abspaltung mit der Gründung der Liste Pilz.[22]
- Das Plakatsujet „Wir machen nicht Schwarz-Blau“ mobilisierte viele Wähler, die SPÖ statt die Grünen zu wählen.[27]
- Die geringen Popularitätswerte der Doppelspitze aus Ingrid Felipe und Ulrike Lunacek.[28]

Am 16. Februar 2018 wurde bekannt gegeben, dass die burgenländische Landessprecherin Regina Petrik zur Stellvertretenden Bundessprecherin ernannt wurde. Angela Stoytchev, die Landesgeschäftsführerin der Wiener Grünen, wurde zur neuen Bundesgeschäftsführerin bestellt.
Nach der Wahlniederlage bei der Nationalratswahl ging es für die Grünen nur mühsam weiter. In Niederösterreich, Tirol und Salzburg kam es zu Verlusten, in Kärnten mussten die Grünen den Landtag verlassen. In Tirol konnten die Grünen jedoch ihre Regierungsbeteiligung (in einer Koalition mit der ÖVP) halten, in Salzburg traten die Grünen in Koalitionsverhandlungen mit ÖVP und NEOS ein (die sogenannte Dirndl-Koalition). Entgegen diesem Abwärtstrend konnten die Grünen zudem am 22. April 2018 bei der Gemeinderats- und Bürgermeisterwahl in Innsbruck 2018 stärkste Partei werden. Der langjährige Grünen-Mandatar Georg Willi konnte sich zusätzlich bei der Bürgermeister-Stichwahl am 6. Mai durchsetzen und wurde erster grüner Bürgermeister Österreichs.
Bundespolitisch nahm die Bedeutung der Grünen jedoch weiter ab, da sie zwei ihrer vier Bundesrats-Mandate verloren und somit nicht mehr von sich aus Anfragen im Bundesrat stellen können. Zudem verloren sie ihren Klubstatus und erhalten nun keine Klubförderung mehr.
Am 5. Mai 2018 fand ein Konvent mit dem Namen „#gruenezukunft“ statt, welcher als Neubeginn der Grünen dienen soll. Im November 2018 wurde Werner Kogler am Bundeskongress in Wien zum Bundessprecher der Grünen gewählt. Er kündigte an, die Funktion für zwei Jahre auszuüben und danach an eine Nachfolgerin oder einen Nachfolger zu übergeben. Bei der Europawahl in Österreich 2019 wolle er als Spitzenkandidat der österreichischen Grünen kandidieren. Außerdem wurde ein neuer Bundesvorstand gewählt, bestehend aus Bundesrätin Ewa Dziedzic, den Landtagsabgeordneten Lara Köck (Steiermark), Nina Tomaselli (Vorarlberg) und Stefan Kaineder (Oberösterreich) sowie dem Salzburger Landesgeschäftsführer Rudi Hemetsberger.

#### Europawahlen 2019
Die Kehrtwende kam mit der Europawahl im Mai 2019, welche kurz nach Bekanntwerden der Ibiza-Affäre stattfand, die zum Bruch der schwarz-blauen Regierung geführt hatte. Hier erreichten die Grünen in Österreich 14,08 %. Somit gelang es, wieder beinahe das Wahlergebnis von 2014 (14,52 %) zu erreichen und viele Wähler, die noch bei der Nationalratswahl verloren gegangen waren, zurückzugewinnen. Die Grünen erhielten zwei Mandate: für Werner Kogler und Sarah Wiener. Kogler trat sein Mandat jedoch nicht an, um die Grünen als Spitzenkandidat in die Nationalratswahl 2019 zu führen.

##### Nationalratswahl 2019
Bei den Nationalratswahlen am 29. September 2019 gelang den Grünen mit 13,9 % der Stimmen mit 26 Abgeordneten der Einzug in den Nationalrat.

#### Bundesrat
Bereits 2001 hatte das Ergebnis der Wiener Landtagswahlen die Stellung des ersten Bundesrates der Grünen ermöglicht. Durch die erfolgreichen Landtagswahlen 2003 in Oberösterreich, Niederösterreich und Tirol zogen neben dem Wiener Delegierten Stefan Schennach drei weitere grüne Mitglieder in den Bundesrat ein. Die grünen Bundesräte konnten 2003 erstmals eine eigene Fraktion im Bundesrat gründen, den Fraktionsvorsitz übernahm Stefan Schennach. Nach dem Verlust eines Mandates im Zuge der Tiroler Landtagswahl 2008 verloren sie jedoch diesen Status wieder. 2010 wechselte Schennach zur SPÖ, die er nach wie vor im Bundesrat vertritt.
2013 kam es zu einem innerparteilichen Konflikt zwischen dem Bundesrat Efgani Dönmez und dem Rest der Partei, nachdem Dönmez während der Proteste in der Türkei 2013 die Abschiebung von türkischen Einwanderern gefordert hatte, die die autoritär-islamische Regierungspartei AKP unterstützen. Dönmez wurde 2015 parteiintern abgewählt, kandidierte 2017 auf Platz 5 der Bundesliste der Liste Sebastian Kurz – die neue Volkspartei und zog in den Nationalrat ein.
Die Grünen waren seit der Nationalratswahl 2017 bis zum Wiedereinzug in der Nationalratswahl 2019 im österreichischen Parlament nur mehr im Bundesrat vertreten: seit der Landtagswahl in Salzburg 2018 zum einen mit der Wiener Bundesrätin Ewa Dziedzic, zum anderen mit David Stögmüller, Bundesrat aus Oberösterreich.
Nach der Landtagswahl in der Steiermark 2019 wurde mit Andreas Lackner der erste Grüne aus der Steiermark in den Bundesrat entsandt. Mit Adi Gross, der nach der Vorarlberger Landtagswahl 2019 in den Bundesrat einzog, Claudia Hauschildt-Buschberger (Oberösterreich, Nachrückerin für David Stögmüller, der nach der Nationalratswahl 2019 in den Nationalrat wechselte), Lackner (Steiermark) und Marco Schreuder (Wien, Nachrücker für Ewa Ernst-Dziedzic, die ebenfalls in den Nationalrat wechselte) verfügten die Grünen über vier Bundesratsabgeordnete. Automatischen Fraktionsstatus gibt es erst mit fünf Abgeordneten. Ein Antrag der Grünen auf Bildung einer Fraktion wurde am 19. Dezember 2019 vom Bundesrat einstimmig angenommen. Damit waren die Grünen wieder in allen Ausschüssen der Länderkammer vertreten.
Nach der Landtagswahl in Vorarlberg 2024 und der Landtagswahl in der Steiermark 2024 verloren die Grünen jeweils einen Sitz im Bundesrat. Mit den vier verbliebenen Mandaten verloren die Grünen ihren Fraktionsstatus im Bundesrat. Ein Antrag der Grünen auf Bildung einer Fraktion wurde am 19. Dezember 2024 vom Bundesrat abgelehnt.

#### Parteivorsitzende seit 1986
Die Eingabe für EasyTimeline kann nicht kompiliert werden:

Timeline generation failed: 4 errors found

Line 30:   from:2017  till:2025 text:Werner Kogler

- Plotdata attribute 'till' invalid.

```
 Date '2025' not within range as specified by command Period.

```

Line 31:   from:2025  till:end  text:Leonore Gewessler

- Plotdata attribute 'from' invalid.

```
 Date '2025' not within range as specified by command Period.

```

Line 49:   from:2021  till:2025 text:Nehammer

- Plotdata attribute 'till' invalid.

```
 Date '2025' not within range as specified by command Period.

```

Line 50:   from:2025  till:end  text:Stocker

- Plotdata attribute 'from' invalid.

```
 Date '2025' not within range as specified by command Period.

```

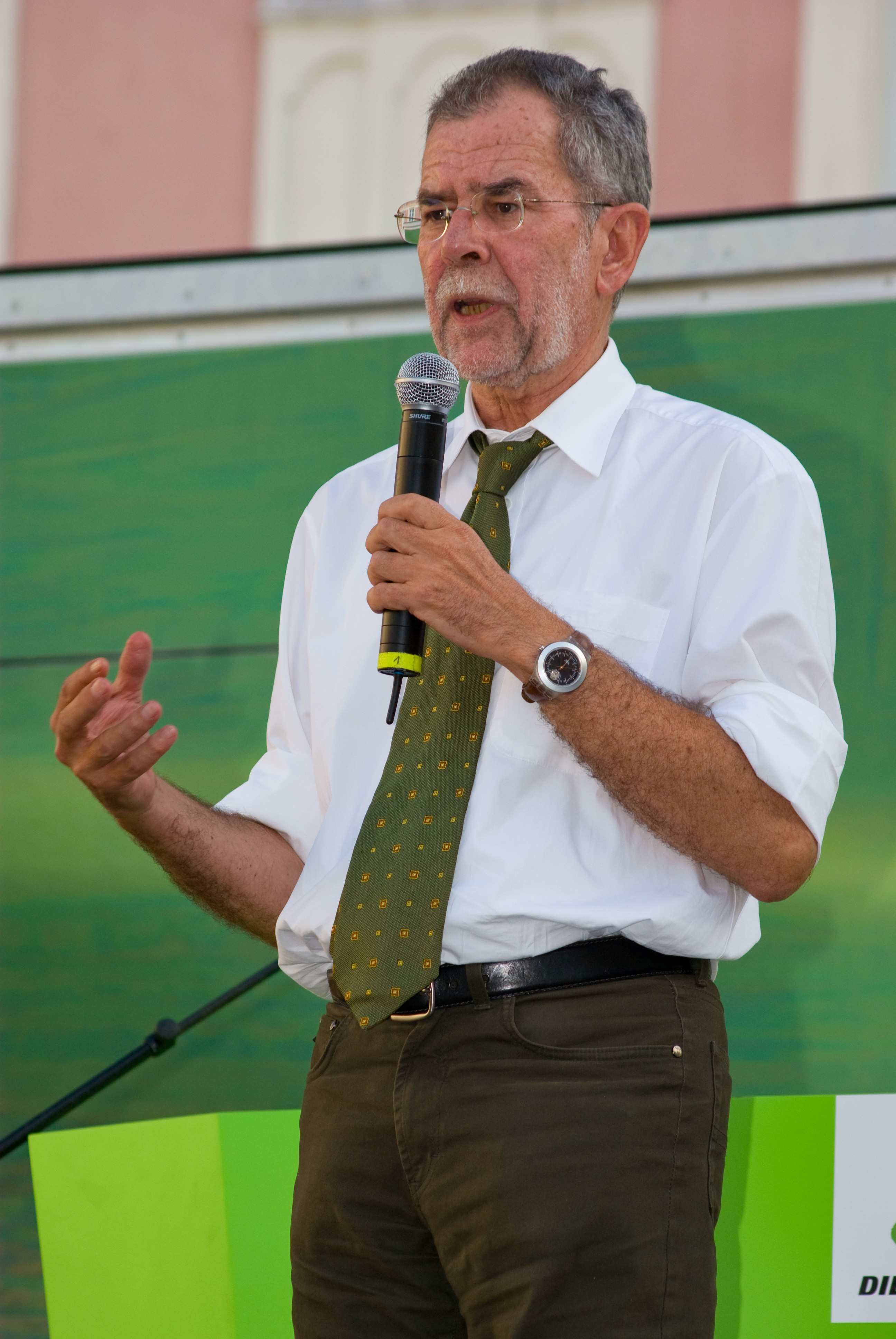
Alexander Van der Bellen, Bundessprecher 1997–2008

Auf dem Gründungskongress der Grünen Partei am 13. und 14. Februar 1987 in Klagenfurt gab sich die Partei eine föderalistische Struktur und installierte anstelle eines Parteiobmanns zwei Bundesgeschäftsführer. Diese Funktion übernahmen am 15. Februar 1987 Werner Haslauer und Manfred Stadlmann. Stadlmann verzichtete jedoch durch die Kürzung der Parteienfinanzierung kurze Zeit später aus finanziellen Gründen auf sein Amt. Werner Haslauer übte seine Funktion bis zum 15. Mai 1988 aus, am selben Tag wurde er von Johannes Voggenhuber und Pius Strobl abgelöst. Ihnen folgten am 9. Dezember 1990 Franz Floss und Franz Renkin nach.
Im Herbst 1992 reformierte die Partei ihre Strukturen und führte als oberste Funktion das Amt des Bundessprechers ein. Ihm obliegt seitdem die Vertretung der Parteiinteressen nach außen sowie die Umsetzung der politischen Beschlüsse des Bundesvorstandes und des Parteiprogramms. Zudem unterstützt der Bundessprecher die Landesorganisationen und koordiniert die Öffentlichkeitsarbeit. Da mit der Parteireform auch das Unvereinbarkeitsprinzip von politischem Mandat und Partei-Funktion fiel, konnte Peter Pilz am 11. November 1992 zum ersten Bundessprecher der Grünen gewählt werden. Nachdem Madeleine Petrovic als Spitzenkandidatin in die Nationalratswahl 1994 gezogen war, löste sie Pilz am 20. November 1994 auch als Bundessprecherin ab. Petrovic musste sich jedoch bereits nach der Niederlage bei der vorgezogenen Nationalratswahlen 1995 von der Parteispitze zurückziehen und wurde am 31. März 1996 von Christoph Chorherr abgelöst. Auf Grund der bereits 1995 begonnenen internen Spaltung der Partei erklärte Chorherr bereits im Oktober 1997 den Rücktritt von seiner Funktion. Als neuer Bundessprecher wurde am 13. Dezember 1997 der stellvertretende Klubobmann der Grünen im Nationalrat, Alexander Van der Bellen (seit 2017 Bundespräsident von Österreich), gewählt. Ihm gelang die Einigung der Partei und kontinuierliche Zugewinne bei den Nationalratswahlen 1999, 2002 und 2006. Nach leichten Verlusten bei der Nationalratswahl 2008 erklärte Van der Bellen nach elf Jahren am 3. Oktober seinen Rückzug von der Parteispitze. Der Erweiterte Bundesvorstand beauftragte in der Folge Eva Glawischnig mit der Fortführung der Geschäfte bis zur Neuwahl der Funktion, die am 17. Jänner 2009 erfolgte.
Nach dem Rücktritt von Eva Glawischnig im Mai 2017 übernahm die Tiroler Landeshauptmann-Stellvertreterin Ingrid Felipe die Funktion als Bundessprecherin; Ulrike Lunacek wurde als Spitzenkandidatin für die Nationalratswahl gewählt. Hatten die Grünen 2013 noch ein Rekordergebnis von 12 % eingefahren, fuhren sie jetzt eine Niederlage ein und flogen mit knapp 3,8 % nach 31 Jahren aus dem Nationalrat. Daraufhin zog sich Ulrike Lunacek von allen Ämtern, Ingrid Felipe aus ihrem Amt als Bundessprecherin zurück. Der bisherige Stellvertretende Bundessprecher Werner Kogler wurde daraufhin interimistisch zum Bundessprecher ernannt.

### Landesebene

#### Burgenland
| Jahr | Prozent | Mandate | Sonstiges |
| ---- | ------- | ------- | --------- |
| 1987 | 2,20 %  | 0       |           |
| 1991 | 3,35 %  | 0       |           |
| 1996 | 2,49 %  | 0       |           |
| 2000 | 5,49 %  | 2       |           |
| 2005 | 5,21 %  | 2       |           |
| 2010 | 4,15 %  | 1       |           |
| 2015 | 6,43 %  | 2       |           |
| 2020 | 6,72 %  | 2       |           |
| 2025 | 5,66 %  | 2       |           |

Am 11. Oktober 1986 fand die erste Landesversammlung der Grünen und Alternativen im Burgenland statt. Miriam Wiegele (jetzt ORF Burgenland) Pius Strobl und Helmut Knipp wurden von den Delegierten als Landesgeschäftsführer gewählt. Die ersten Grünen Gemeinderäte zogen 1992 in Kittsee und Breitenbrunn in den Gemeinderat ein. Den Einzug in den burgenländischen Landtag schafften die Grünen erstmals im Jahr 2000 mit 5,49 % und 2 Mandaten. Klubobfrau wurde Grete Krojer. Der Burgenlandkroate und Sänger der Krowodnrock-Band Bruji, Joško Vlasich, besetzte das zweite Mandat. 2005 wurden die zwei Sitze mit 5,21 % bestätigt, seit der Wahl 2010 hatte Michel Reimon das einzige Mandat im Landtag inne. Für Michel Reimon, der ins Europäische Parlament wechselte, rückte im Jänner 2014 Wolfgang Spitzmüller, Gemeinderat in Oberschützen, in den burgenländischen Landtag nach. Bei der Landtagswahl 2015 erreichten die Grünen 6,43 Prozent und zwei Mandate, die von Regina Petrik und Wolfgang Spitzmüller gehalten werden.
In 21 der 170 burgenländischen Gemeinden haben die Grünen insgesamt 27 Gemeinderäte (Stand Ende 2017). Landesgeschäftsführerin der Grünen im Burgenland ist Anita Malli.

#### Kärnten
| Jahr | Prozent | Mandate | Sonstiges                        |
| ---- | ------- | ------- | -------------------------------- |
| 1984 | 1,82 %  | 0       | VGÖ: 1,13 %, Grüne: 0,69 %,      |
| 1989 | 3,28 %  | 0       | GAL: 1,69 %, VGÖ: 1,59 %,        |
| 1994 | 1,94 %  | 0       | Grüne: 1,59 %, VGÖ: 0,35 %,      |
| 1999 | 3,93 %  | 0       | Demokratie 99: Grüne, LIF und EL |
| 2004 | 6,71 %  | 2       |                                  |
| 2009 | 5,15 %  | 2       |                                  |
| 2013 | 12,10 % | 5       | 1 Landesrat                      |
| 2018 | 3,12 %  | 0       |                                  |
| 2023 | 3,85 %  | 0       |                                  |

In Kärnten traten anfangs verschiedene grüne Parteien an (KEL/AL 1984, Anderes Kärnten 1989 und 1994 und Demokratie 99 1999), schafften aber nicht den Einzug in den Landtag, da das Kärntner Wahlrecht die Erringung eines Grundmandates in einem der vier Wahlkreise für den Einzug in den Kärntner Landtag voraussetzte. Für dieses Grundmandat sind ungefähr 10 % der Stimmen im Wahlkreis notwendig. Im Jahr 2004 zogen die Grünen erstmals in den Landtag ein. Seit der Wahl 2009 wurde die Grundmandatshürde durch eine 5 %-Hürde ersetzt, welche die Partei mit 5,1 % knapp überschreiten konnte. Die Grünen sind seit 2004 durch Rolf Holub und Barbara Lesjak im Landtag vertreten.
Auf regionaler Ebene, beispielsweise in Klagenfurt, spielten die Grünen in Kärnten schon länger eine politische Rolle. Im Klagenfurter Gemeinderat sind die Grünen durch fünf Abgeordnete vertreten. Seit der Kommunalwahl 2003 stellen Die Grünen Klagenfurt erstmals ein Mitglied der neunköpfigen Stadtregierung: Andrea Wulz ist amtsführende Stadträtin mit den Agenden Frauen, Familie, Forschung und Umwelt.
Bei der Nationalratswahl 2006 überholten die Grünen mit 7,51 Prozent Stimmenanteil auf Landesebene in Kärnten erstmals die FPÖ um 874 Stimmen. Landes-Spitzenkandidat Matthias Köchl verfehlte das Parlamentsmandat trotz hoher Zugewinne auf Landesebene um wenige hundert Stimmen.
Nachdem die Grünen bei der Landtagswahl 2009 mit 5,1 % nur knapp den Verbleib im Landtag sichern konnten, gewannen sie bei der vorgezogenen Landtagswahl 2013 rund 7 % hinzu und kamen auf 12,1 % der Stimmen. Sie erreichten 5 Mandate sowie erstmals einen Regierungssitz in der, durch das Proporzsystem gebildeten, Kärntner Landesregierung.
2017 entstanden Streitereien innerhalb der Kärntner Grünen um die Abstimmungsbeteiligung von Delegierten, die nach Aussage der ehemaligen Sprecherin Marion Mitsche weder der deutschen noch der englischen Sprache mächtig waren, aber bei den Abstimmungen angeleitet wurden. Landesrat Rolf Holub und Matthias Köchl wiesen die Vorwürfe zurück und kündigten rechtliche Schritt an. Mitsche kündigte im August 2017 an gemeinsam mit dem ehemaligen Klagenfurter Klubchef Thomas Winter-Holzinger und Althofens Stadtrat Wolfgang Leitner eine neue Bewegung namens F.A.I.R. zu gründen, mit der sie bei der Landtagswahl 2018 antreten wolle. Parteifarbe soll statt grün gelb-lila sein. Zuvor wurde Mitsche bei der Landesversammlung am 1. Juli 2017 auf einen aussichtslosen Listenplatz für die Landtagswahl gereiht.
Bei der Landtagswahl 2018 erreichten die Grünen nicht die notwendigen Stimmen für einen Einzug. Bei der Landtagswahl 2023 gelang, trotz eines kleinen Stimmenzuwachs, ebenfalls nicht der Wiedereinzug ins Kärntner Landesparlament.

#### Niederösterreich
| Jahr                                   | Prozent | Mandate | Sonstiges                       |
| -------------------------------------- | ------- | ------- | ------------------------------- |
| 119831                                 | 1,46 %  | 0       | davon 0,87 % ALÖ und 0,59 % VGÖ |
| 1988                                   | 2,45 %  | 0       |                                 |
| 1993                                   | 3,17 %  | 0       |                                 |
| 1998                                   | 4,49 %  | 2       |                                 |
| 2003                                   | 7,22 %  | 4       |                                 |
| 2008                                   | 6,91 %  | 4       |                                 |
| 2013                                   | 8,04 %  | 4       |                                 |
| 2018                                   | 6,43 %  | 3       |                                 |
| 2023                                   | 7,58 %  | 4       |                                 |
| 1 Gemeinsames Ergebnis von ALÖ und VGÖ |         |         |                                 |

Seit 1998 sind die Grünen mit zwei Mandataren (Brigid Weinzinger, Martin Fasan) im niederösterreichischen Landtag vertreten, 2003 erreichten sie mit 7,22 % und damit vier Mandaten den Klubstatus. Weinzinger wechselte 2002 in den Nationalrat und mit Madeleine Petrovic haben die niederösterreichischen Grünen nunmehr eine ehemalige Bundessprecherin und Tierschützerin als Klubobfrau. 2005 schafften die Grünen NÖ den Einzug in 100 Gemeindeparlamente und stellen seither sieben Vizebürgermeister. Bei der Landtagswahl 2008 verringerte sich der Stimmenanteil der Grünen leicht, die Mandatszahl konnte gehalten werden. Bei den Gemeinderatswahlen 2010 verloren die Grünen wiederum leicht Anteile und gingen nach Möglichkeit Koalitionen mit der ÖVP ein (z. B. in Neunkirchen oder Baden). Bei der Landtagswahl am 3. März 2013 erreichten die Grünen mit 8,04 % ihr bestes Niederösterreich-Ergebnis seit dem erstmaligen Antreten bei der Landtagswahl 1983.
Nach der Landtagswahl in Niederösterreich 2018 verloren die Grünen ein Mandat und damit auch den Klubstatus und damit die Klubförderung. In der Folge gründeten die Grünen einen Verein namens „Grüner Klub“. Der Verein wurde von der Vereinsbehörde mit Schreiben vom 4. April 2018 genehmigt. Auf Intervention des Landtagsdirektors wurde eine Überprüfung des Vereins durchgeführt und im Dezember 2018 mit Bescheid die Gründung des Vereins wegen Irreführung und Verwechslungsgefahr nicht gestattet.

#### Oberösterreich
| Jahr                                   | Prozent | Mandate | Sonstiges                       |
| -------------------------------------- | ------- | ------- | ------------------------------- |
| 119851                                 | 3,87 %  | 0       | davon 2,19 % VGÖ und 1,68 % GAL |
| 119911                                 | 5,66 %  | 0       | davon 2,60 % VGÖ und 3,06 % GAL |
| 1997                                   | 5,78 %  | 3       |                                 |
| 2003                                   | 9,06 %  | 5       | 1 Landesrat, 1 Bundesrat        |
| 2009                                   | 9,18 %  | 5       | 1 Landesrat, 1 Bundesrat        |
| 2015                                   | 10,32 % | 6       | 1 Landesrat, 1 Bundesrat        |
| 2021                                   | 12,32 % | 7       | 1 Landesrat, 1 Bundesrat        |
| 1 Gemeinsames Ergebnis von GAL und VGÖ |         |         |                                 |

1997 zogen die Grünen erstmals in den oberösterreichischen Landtag ein. Der Wahlkampf zu den Landtagswahlen 2003 war auf eine Grüne Regierungsbeteiligung ausgelegt. Nachdem die Grünen Zugewinne verbuchen konnten, kam es innerhalb der Partei zu Kontroversen, ob und zu welchen Bedingungen eine gemeinsame Landesregierung mit der stimmenstärksten Partei, der ÖVP, vereinbart werden soll. Die als bürgerlicher geltende Fraktion rund um Rudi Anschober setzte sich durch, er wurde Landesrat in der von Josef Pühringer (ÖVP) geführten Landesregierung. Die Linzer Grünen um den Stadtrat Jürgen Himmelbauer waren am stärksten gegen das Schwarz-Grüne Regierungsübereinkommen aufgetreten. Erstmals konnten die Grünen in Oberösterreich auch eine Bundesrätin nominieren und entsandten Ruperta Lichtenecker in den Bundesrat. Bei der Nationalratswahl 2006 erreichten die Grünen Oberösterreich ein drittes Mandat, das Ruperta Lichtenecker übernahm (die beiden anderen Mandate blieben bei Gabriela Moser und Wolfgang Pirklhuber). In den Bundesrat rückte Franz Breiner nach. Anfang April 2008 übernahm Efgani Dönmez das Mandat von Franz Breiter. Seit den letzten Landtagswahlen 2015 zog David Stögmüller aus Braunau am Inn in den Bundesrat ein. Dönmez trat 2016 aus der Partei aus und kandidierte bei der Nationalratswahl 2017 für die ÖVP.

#### Salzburg
| Jahr                                  | Prozent | Mandate | Sonstiges                       |
| ------------------------------------- | ------- | ------- | ------------------------------- |
| 1979                                  | 1,84 %  | 0       | als BL                          |
| 1984                                  | 4,26 %  | 0       | als BL                          |
| 19891                                 | 7,91 %  | 2       | davon: BL: 6,15 %, VGÖ: 1,76 %, |
| 1994                                  | 7,27 %  | 3       |                                 |
| 1999                                  | 5,39 %  | 2       |                                 |
| 2004                                  | 7,99 %  | 2       |                                 |
| 2009                                  | 7,36 %  | 2       |                                 |
| 2013                                  | 20,18 % | 7       | 3 Landesräte, 1 Bundesrat       |
| 2018                                  | 9,31 %  | 3       |                                 |
| 2023                                  | 8,20 %  | 3       |                                 |
| 1 Gemeinsames Ergebnis von BL und VGÖ |         |         |                                 |

Nach den Wahlen 1989 hatten die Grünen in Salzburg zwei Mandatare, 1994 drei und 1999 wieder zwei. Unter Cyriak Schwaighofer blieben die Grünen bei der Landtagswahl 2004 unter ihren Erwartungen und konnten den angestrebten Klubstatus von drei Mandaten nicht erreichen.  Bei der Nationalratswahl im Jahr 2017 war Christine Steger die Spitzenkandidatin der Grünen in Salzburg.
Die Bürgerliste ist die Gemeindegruppe der Grünen in der Stadt Salzburg. Sie führt wie viele andere autonome Gemeindegruppen einen eigenen Namen.
Nach der Landtagswahl in Salzburg 2018 verloren die Grünen drei Mandate im Landtag und ein Mandat im Bundesrat und damit auch das Anfragerecht an die Bundesregierung.

#### Steiermark
| Jahr | Prozent | Mandate | Sonstiges                                                              |
| --- | ------- | ------- | ---------------------------------------------------------------------- |
| 19861 | 4,22 %  | 2       | davon: VGÖ-AL: 3,73 %; 2 Mandate, GSL: 0,20 %, GÖL: 0,15 %, GH: 0,14 % |
| 19912 | 4,79 %  | 0       | davon: GAL: 2,88 %, GRÜNE: 1,73 %, GÖL: 0,18 %                         |
| 1995 | 4,31 %  | 2       |                                                                        |
| 2000 | 5,61 %  | 3       |                                                                        |
| 2005 | 4,73 %  | 3       |                                                                        |
| 2010 | 5,55 %  | 3       |                                                                        |
| 2015 | 6,68 %  | 3       |                                                                        |
| 2019 | 12,08 % | 6       | 1 Bundesrat                                                            |
| 2024 | 6,17 %  | 3       |                                                                        |
| 1 Gemeinsames Ergebnis von VGÖ-AL, Grüne – Steirische Liste (GSL), Liste Grünes Öl – Kernöl (GÖL) und Gesunde Heimat 2 Gemeinsames Ergebnis von Die Grüne Alternative – Grüne im Parlament (GAL), Grünweiß – Recht überleben – Natur erhalten (GRÜNE) und Liste Grünes Öl – Kernöl (GÖL) |         |         |                                                                        |

Nach der Landtagswahl 2015 entsandten die Grünen drei Abgeordnete in den Landtag der Steiermark: Klubobmann Lambert Schönleitner und die beiden Abgeordneten Sandra Krautwaschl und Sabine Jungwirth. Es bestehen zwei eigenständige Grüne Parteien: zum einen die Landespartei, zum anderen existiert für die Landeshauptstadt Graz eine eigenständige Partei unter dem Namen Die Grünen – Alternative Liste Graz.
Bei der Gemeinderatswahl am 20. Jänner 2008 erreichten die Grünen – ALG 14,56 %. Dies bedeutete einen Zuwachs von mehr als 6 %. Dadurch gelang den Grazer Grünen zum ersten Mal der Einzug in den Stadtsenat. Die Spitzenkandidatin Lisa Rücker war von März 2008 bis zur Gemeinderatswahl 2013 Grazer Vizebürgermeisterin und für die Ressorts Umwelt und Verkehr.
Bei der vorgezogenen Landtagswahl 2019 gewannen die Grünen drei Mandate, zu Beginn der XVIII. Gesetzgebungsperiode zogen zusätzlich zu den bisherigen drei Abgeordneten Lambert Schönleitner, Sandra Krautwaschl und Lara Köck, die 2017 für Sabine Jungwirth nachrückte, auch Georg Schwarzl, Veronika Nitsche sowie Alexander Pinter in den Landtag ein. Pinter schied im Juli 2022 aus. Auf ihn folgte Andreas Lackner.

#### Tirol
| Jahr | Prozent | Mandate | Mandatare |
| ---- | ------- | ------- | --- |
| 1984 | 2,92 %  | 0       | (als Liste für ein anderes Tirol)                                                                                   |
| 1989 | 8,26 %  | 3       | Eva Lichtenberger, Jutta Seethaler, Franz Klug                                                                      |
| 1994 | 10,68 % | 4       | Landesrätin: Eva Lichtenberger Abg: Bernhard Ernst, Franz Klug, Max Schneider, Georg Willi (Klubobmann)             |
| 1999 | 8,02 %  | 3       | Maria Scheiber, Elisabeth Wiesmüller, Georg Willi (Klubobmann)                                                      |
| 2003 | 15,59 % | 5       | Josef Brugger, Maria Scheiber, Elisabeth Wiesmüller, Uschi Schwarzl/Angelika Hörmann*, Georg Willi (Klubobmann)     |
| 2008 | 10,73 % | 4       | Christine Baur, Gebi Mair, Maria Scheiber, Georg Willi (Klubobmann)                                                 |
| 2013 | 12,59 % | 5       | Andreas Angerer/Barbara Schramm-Skoficz, Ahmet Demir, Gabriele Fischer, Gebi Mair (Klubobmann), Hermann Weratschnig |
| 2018 | 10,67 % | 4       | Stephanie Jicha, Georg Kaltschmid, Gebi Mair (Klubobmann), Michael Mingler                                          |
| 2022 | 9,20 %  | 3       | |

In Tirol stellten die Grünen (Die Grünen – die Grüne Alternative Tirol) 1994 mit Eva Lichtenberger die erste grüne Landesrätin in Österreich, betraut mit den Umweltagenden.
Der Anteil von 15,59 % bei der Landtagswahl 2003 war für die österreichischen Grünen bis dahin das beste Ergebnis, welches je eine Landesorganisation erreicht hatte. In Innsbruck erreichten die Grünen annähernd 27 % der Stimmen. Das Wahlergebnis brachte auch mit sich, dass die Tiroler Grünen nun erstmals in ihrer Geschichte ein Mitglied des Bundesrates nominieren konnten. Abgeordnete zum Bundesrat war seit 2003 Eva Konrad, vormals Vorsitzende der Österreichischen Hochschülerinnen- und Hochschülerschaft an der Universität Innsbruck.
Die Gemeinderatswahlen 2004 brachten eine Verdopplung der Mandate für Die Grünen – Die Grüne Alternative Tirol, die Arbeiterkammerwahlen leichte Zugewinne für die Grünen in der AK.
Bei der Landtagswahl 2008 erreichten die Tiroler Grünen nach ihrem überaus guten Ergebnis von 2003 nur mehr 10,7 % der Stimmen und verloren ihr Bundesratsmandat an die Liste Fritz Dinkhauser.
Bei den Wahlen zum Europäischen Parlament 2009 erzielten die Grünen 12,3 % der Stimmen. Mit Eva Lichtenberger stellen die Tiroler Grünen seit 2004 ein Mitglied des Europäischen Parlaments.
Zentrale Themen der Tiroler Grünen waren in den vergangenen Jahren neben Sozialem vor allem der Bereich Verkehr. Das Thema ist in Tirol von besonderer Bedeutung, weil das Land vom Transitverkehr zwischen Deutschland und Italien über den Brennerpass geprägt wird. Versäumnisse warfen die Grünen hierbei nicht nur der Landesregierung, sondern insbesondere auch der Bundesregierung vor, die sich nicht darum gekümmert hätte, dass eine Nachfolgeregelung für den 1994 mit der EU ausgehandelten Transitvertrag geschaffen wurde. Neben den Grünen sind im Anti-Transit-Bereich in den letzten Jahren verschiedene Bürgerinitiativen aktiv geworden, mittels derer teils auch andere Parteien versuchen, das Umweltthema für sich zu beanspruchen.
2013 konnten die Tiroler Grünen bei der Landtagswahl im April einen Stimmenzuwachs von 1,86 % erzielen und kamen auf 12,6 %. Daraufhin bildeten sie eine Regierung mit der ÖVP. In Innsbruck gelang es ihnen, den ersten Platz bei der Landtagswahl von der ÖVP zu erobern.
Nach der Landtagswahl in Tirol 2018 verloren die Grünen ein Bundesratsmandat und damit den Klubstatus und die Klubförderung im Parlament, sind jedoch weiterhin in der Landesregierung vertreten.
Bei der Gemeinderats- und Bürgermeisterwahl in Innsbruck 2018 gelang es der Partei, stimmenstärkste Kraft zu werden, außerdem konnte sich der grüne Kandidat Georg Willi in der Bürgermeisterstichwahl gegen die amtierende Bürgermeisterin durchzusetzen und wurde damit der erste grüne Bürgermeister Österreichs.

#### Vorarlberg
| Jahr                                   | Prozent | Mandate | Sonstiges                 |
| -------------------------------------- | ------- | ------- | ------------------------- |
| 119841                                 | 13,00 % | 4       |                           |
| 1989                                   | 5,18 %  | 2       |                           |
| 1994                                   | 7,76 %  | 3       |                           |
| 1999                                   | 6,03 %  | 2       |                           |
| 2004                                   | 10,17 % | 4       |                           |
| 2009                                   | 10,58 % | 4       |                           |
| 2014                                   | 17,14 % | 6       | 2 Landesräte              |
| 2019                                   | 18,89 % | 7       | 2 Landesräte, 1 Bundesrat |
| 2024                                   | 12,43 % | 4       |                           |
| 1 Gemeinsames Ergebnis von ALÖ und VGÖ |         |         |                           |

Vorarlberg war das erste Bundesland, in dem eine Grün-Partei in den Landtag einzog. 13 Prozent der Stimmen errang ein Wahlbündnis aus Alternativer Liste und Vereinten Grünen bei der Vorarlberger Landtagswahl am 21. Oktober 1984. Großen Anteil an diesem Erfolg hatte der Bregenzerwälder Bauer Kaspanaze Simma, der die Kandidatenliste anführte. In der Folge konnten sich die Grünen in den größeren Vorarlberger Gemeinden und auf Landesebene dauerhaft etablieren. Der Einzug einer neuen Partei in Klubstärke in den Vorarlberger Landtag brachte auch Probleme mit sich, weil im erst 1981 fertiggestellten neuen Landhaus nur Räumlichkeiten für drei Landtagsklubs vorgesehen waren. In der zweiten Hälfte der 80er-Jahre kam es zu internen Auseinandersetzungen zwischen den beiden Parteien, die das Wahlbündnis bildeten. Diese Konflikte führten dazu, dass zur Landtagswahl 1989 zwei Grün-Gruppierungen antraten, von denen die VGÖ-nahe den Einzug knapp verpasste, während die Grüne Alternative Vorarlberg mit 5,2 % knapp die 5 %-Hürde übersprang und zwei Mandate errang. 1994 eroberten die Grünen die Klubstärke zurück, um sie 1999 neuerlich zu verlieren. Darauf folgten innerparteiliche Spannungen und eine Änderung der Wahlkampfstrategie.
Ab 2004 waren die Grünen im Vorarlberger Landtag mit vier Abgeordneten vertreten. Die letzte Landtagswahl im September 2019 brachte ihnen 18,9 % der gültigen Stimmen. Damit sind die Vorarlberger Grünen zweitstärkste Partei vor der FPÖ und der SPÖ. Seit 2014 sind die Vorarlberger Grünen zudem als Koalitionspartner einer schwarz-grünen Koalitionsregierung Teil der Vorarlberger Landesregierung. Grüner Landessprecher sind seit 2021 als Doppelspitze Eva Hammerer und Daniel Zadra.

#### Wien
| Jahr                                          | Prozent | Mandate | Sonstiges                   |
| --------------------------------------------- | ------- | ------- | --------------------------- |
| 119831                                        | 2,50 %  | 0       |                             |
| 1987                                          | 4,40 %  | 0       |                             |
| 1991                                          | 9,08 %  | 7       | 1 Stadtrat                  |
| 1996                                          | 7,94 %  | 7       | 1 Stadträtin                |
| 2001                                          | 12,45 % | 11      | 1 Stadträtin, 1 Bundesrat   |
| 2005                                          | 14,63 % | 14      | 2 Stadträte, 1 Bundesrat    |
| 2010                                          | 12,64 % | 11      | 1 Stadträtin, 1 Bundesrätin |
| 2015                                          | 11,84 % | 10      | 1 Stadträtin, 1 Bundesrätin |
| 2020                                          | 14,80 % | 16      | 2 Stadträte, 2 Bundesräte   |
| 2025                                          | 14,52 % | 15      | 2 Stadträte, 1 Bundesrätin  |
| 1 Angetreten als Alternative Liste Wien (ALW) |         |         |                             |

Die Landtagsabgeordneten (und Gemeinderäte) der Wiener Grünen der Legislaturperiode 2005–2010 der Grünen waren Maria Vassilakou (Klubobfrau), Waltraut Antonov, Heidemarie Cammerlander, Christoph Chorherr, Sabine Gretner, Susanne Jerusalem, Eva Lachkovics, Rüdiger Maresch, Martin Margulies, Sigrid Pilz, Ingrid Puller, Marie Ringler, Marco Schreuder, Claudia Sommer-Smolik. Nichtamtsführende Stadträtinnen und Stadträte waren bis 2010 David Ellensohn und Monika Vana.
Von 2010 bis 2020 befanden sich die Grünen in einer Koalition mit der SPÖ auf Landesebene. Nach der Landtags- und Gemeinderatswahl 2020 entschied sich die SPÖ allerdings für die NEOS und gegen die Grünen als zukünftigen Koalitionspartner. Vizebürgermeisterin war bis 26. Juni 2019 Maria Vassilakou, bis zur Wahl 2020 übernahm Birgit Hebein dieses Amt.
Bei den Gemeinderats- und Landtagswahlen 2001 erhielten die Grünen 12,45 % der Stimmen und damit 11 Mandate im Landtag. Außerdem gelang es ihnen, bei den Bezirksvertretungswahlen im Bezirk Neubau mit 32,55 % der Stimmen die stärkste Partei zu werden und somit den Bezirksvorsteher zu stellen. Durch das Wahlergebnis konnten die Wiener Grünen mit Stefan Schennach im Jahr 2001 als erste einen Grünen Bundesrat nominieren. Trotz starker Zugewinne gelang es jedoch nicht, eine Regierungsbeteiligung zu erreichen, da die SPÖ seit 2001 im Landtag wieder eine absolute Mehrheit an Mandaten hält. In der Legislaturperiode 2001 begann eine Zusammenarbeit mit der regierenden SPÖ im Rahmen der Rot-Grünen Projekte. Diese wurde 2005 fortgesetzt.
Bei den Europawahlen 2004 erreichten die Grünen in Wien ihr bisher bestes Wahlergebnis. Mit 22,2 % überholten sie die ÖVP (19,0 %) und sind somit auf Platz 2 hinter der SPÖ (37,7 %). Im 7. Bezirk (Neubau) bekamen die Grünen 41 %. Ebenfalls auf dem ersten Platz sind die Grünen im 4. (Wieden), 6. (Mariahilf), 8. (Josefstadt) und 9. Bezirk (Alsergrund).
Bei der Landtags- und Gemeinderatswahl in Wien 2005 gewannen die Grünen die meisten Stimmen hinzu, konnten jedoch den angestrebten zweiten Platz nicht erreichen. Sie landeten in Stimmen knapp hinter der FPÖ auf Platz 4. Aufgrund der regional unterschiedlichen Stimmenverteilung haben sie mit 14 Mandaten trotzdem ein Mandat mehr als die FPÖ. Außerdem stellen sie eine zweite nichtamtsführende Stadträtin.
Bei den Bezirksvertretungswahlen wurde die Führung in Neubau deutlich ausgebaut, mit der Josefstadt wählte ein zweiter Bezirk mehrheitlich Grün. Damit gibt es nun zwei Grüne Bezirksvorsteher in Wien. Den zweiten Platz und damit jeweils einen Bezirksvorsteher-Stellvertreter erreichten die Grünen im 2. (Leopoldstadt), 5. (Margareten), 6. (Mariahilf), 9. (Alsergrund) und 15. Bezirk (Rudolfsheim-Fünfhaus).
Die Europawahlen 2009 brachten den Grünen einen Verlust von 5,37 % der Wählerstimmen (17,01 %), sie fielen hinter der ÖVP (18,22 %) und der SPÖ (28,57 %) auf Platz drei zurück.
2009 löste eine Initiative internetaffiner Grünwähler heftige Diskussionen und Konflikte innerhalb der Grünen aus. Die Initiative namens Grüne Vorwahlen rief Sympathisanten der Partei dazu auf, eine bestehende Statutenbestimmung zu nutzen, um Stimmberechtigung bei der Besetzung von Kandidatenlisten zu erlangen.

## Organisation
Die Grünen hatten im Jahr 2004 bundesweit etwa 3000 Mitglieder, wobei es keine bundesweit einheitlichen Regelungen für Mitgliedschaften gibt. Im Oktober 2008 wurde die Anzahl der Mitglieder auf 4600 geschätzt.
Die ursprünglich sehr weitgehende Basisdemokratie mit Rotationsprinzip wurde im Laufe der Zeit eingeschränkt. Reste des Rotationsprinzips bestehen in höheren Quoren, die langgediente Mandatare für eine Wiederwahl erreichen müssen. Als eines der letzten basisdemokratischen Elemente hat sich die Urabstimmung erhalten, welche bundesweit durch die Unterschrift von 100 Mitgliedern eingeleitet werden konnte. Bis 2003 hat jedoch noch keine bundesweite Urabstimmung stattgefunden. 2005 wurde der Modus zur Initiierung einer Urabstimmung aufgrund der gestiegenen Mitgliederzahl abgeändert, sodass eine Urabstimmung nun von drei Landeskongressen einberufen werden muss. Weiters wurden damit Unklarheiten, wie wer wann die Urabstimmung durchzuführen hat, im Statut beseitigt. Landeskongresse sollen dafür von einer bestimmten Zahl an Mitgliedern einberufen werden können. Diese Lösung wurde gewählt, da man aufgrund der erwähnten uneinheitlichen Mitgliederregelungen in den Landesorganisationen nicht einfach die Zahl der zur Initiierung nötigen Mitglieder erhöhen kann.
Das höchste Gremium ist der Bundeskongress, welcher mindestens einmal jährlich einberufen wird. Alle Landesorganisationen entsenden Delegierte, auch die Migrantenorganisation als „zehntes Bundesland“ kann Delegierte entsenden. Der Bundeskongress erstellt die Listen für Nationalratswahlen oder Wahlen zum Europäischen Parlament. Er bestellt auch den Bundessprecher. Der Bundeskongress beschließt das Parteiprogramm und gibt die großen Leitlinien vor.
Der Bundesvorstand hat sich in den letzten Jahren zur eigentlichen Entscheidungszentrale entwickelt. Er tagt mindestens einmal wöchentlich, zumeist dienstags, und bestimmt die Linien der Tagespolitik. Ihm obliegt auch die Entscheidungsgewalt über die Parteifinanzen.
Der Erweiterte Bundesvorstand besteht aus dem Bundesvorstand und aus Delegierten der Länder (zwei pro Bundesland) und tagt in der Regel mindestens einmal im Monat. Er sorgt für die Ausgestaltung der Leitlinien, wie sie vom Bundeskongress vorgegeben wurden. Er wählt auch die Stellvertreter des Bundessprechers.
Die Landesorganisationen sind zumeist ähnlich organisiert: Es gibt Landesversammlungen, die manchmal als Mitgliederversammlungen, manchmal als Delegiertenversammlungen angelegt sind. Dem erweiterten Bundesvorstand entsprechen zumeist erweiterte Landesvorstände oder Landesausschüsse, deren Delegierte von den Regionalgruppen delegiert werden. Dem Bundesvorstand entspricht zumeist ein Landesvorstand, der in manchen Bundesländern einen Landessprecher wählt. Das Bundesstatut sieht darüber hinaus vor, dass alle Landesorganisationen die Möglichkeit der Urabstimmung enthalten müssen.
Eigenständig existiert im Nationalrat der Nationalratsklub, der seine Leitlinien eigenständig festlegen kann. In den letzten Jahren ist aber eine zunehmende Verschmelzung der Arbeit von Partei und Klub zu bemerken. So war Michaela Sburny von Juni 2004 bis 2009 als Nachfolgerin von Franz Floss Bundesgeschäftsführerin der Grünen, gleichzeitig behielt sie bis zur Wahl 2008 aber auch ihr Mandat als Nationalratsabgeordnete. Ihr folgte 2009 Stefan Wallner als Bundesgeschäftsführer nach. Im Dezember 2016 wurde Robert Luschnik als Nachfolger von Stefan Wallner zum Bundesgeschäftsführer der Partei gewählt.
Innerhalb und insbesondere im Umfeld der Grünen sind heute verschiedene Organisationen tätig, die sich als grün bzw. grün-nah verstehen. Dazu zählen unter anderem
- Die Grünen Andersrum: Die Schwulen-, Lesben- und Transgenderorganisation ist in jedem Bundesland unterschiedlich organisiert. In Wien ist sie eine Teilorganisation der Partei. Grüne Andersrum gibt es in allen Bundesländern mit Ausnahme des Burgenlands.
- Die Generation plus (vormals: Die Grünen SeniorInnen): Sie treten mit ihrer Politik für die älteren Menschen und deren Rechte ein und wollen auch in diesem Lebensabschnitt ein aktives, erfülltes und selbstbestimmtes Leben führen.
- Initiative Grüne MigrantInnen (IGM): Als „zehntes Bundesland“ stehen ihnen besondere politische Rechte in der Grünen Partei zu, etwa eigene Delegierte am Bundeskongress.
- Grüne & Alternative StudentInnen (GRAS): Die GRAS ist eine eigene Partei und kandidiert bei den Wahlen zur ÖH. Dort gehört sie zu den größten Fraktionen und ist seit 2003 Teil der Bundesexekutive der österreichischen Hochschülerinnen- und Hochschülerschaft.
- Junge Grüne: Die Jungen Grünen waren von 2011 bis 2017 die offizielle Jugendorganisation der Grünen und Mitglied der Federation of Young European Greens und der Global Young Greens. Aus Teilen der GAJ im Jahr 2010 neugegründet, ist sie vor allem in den Bundesländern Niederösterreich, Burgenland, Steiermark, Wien, Tirol und Vorarlberg tätig. Ende März 2017 trennte sich die Bundespartei nach parteiinternen Auseinandersetzungen von ihrer Jugendorganisation.[69] Die Jungen Grünen gingen im Juni 2018 in der Jungen Linken auf.[70]
- Grünalternative Jugend (GAJ): Die GAJ existiert seit 1993 und war über Jahre regelmäßig in mehreren Bundesländern (u. a. Wien, Vorarlberg, Oberösterreich, Kärnten) aktiv. Allerdings hatte sich ihre Bundesorganisation auf Grund politischer Differenzen 2001 aufgelöst. Seit 2003 befindet sie sich in einem Reorganisationsprozess, in dessen Rahmen sie bundesweit wieder tätig ist. Die GAJ ist Mitglied der Federation of Young European Greens. Sie rechnet sich selbst der radikalen Linken zu. Ihr wurde 2011 der Status als offizielle Jugendorganisation der Bundes-Grünen aberkannt. Allerdings ist die GAJ Wien weiterhin offizielle Jugendorganisation der Wiener Grünen, die im Gegensatz zur Bundespartei nicht die Jungen Grünen als Jugendorganisation anerkannt haben.
- Aktuell ist die Grüne Jugend – Grünalternative Jugend die Jugendorganisation der Partei.
- Grüne Frauenorganisation: Sie existiert nicht in allen Bundesländern.
- Verde – Die Grüne Schüler:innenorganisation ist die bundesweite Schülerorganisation der Grünen. Sie existiert in Wien seit November 2019 und seit Oktober 2023 auf Bundesebene. Sie ist in die Landesvereine Wien, Niederösterreich, Steiermark, Kärnten und Vorarlberg gegliedert. Die einzelnen Landesorganisationen stellen eine Liste zur Wahl der Landesschülervertretung des jeweiligen Bundeslands. Auf Bundesebene leistet sie Zielgruppenarbeit für die Partei.
- Grüne Wirtschaft: Grüner Wirtschafts- und Unternehmerverband, als grüne Fraktion in allen Wirtschaftskammern vertreten.
- Alternative und Unabhängige GewerkschafterInnen (AUGE/UG): Die Gewerkschaftsfraktion der Grünen und unabhängige Gruppierungen.
- Die Grünen Bäuerinnen und Bauern sind als Organisation Grüner Landwirte in allen Bundesländern mit Ausnahme Wiens aktiv.
- Die Grünen Ärztinnen und Ärzte bilden die grüne Fraktion in der Ärztekammer.
- Mit der Bildungsarbeit der Grünen ist die FREDA – die Grüne Zukunftsakademie befasst. In Wien, Niederösterreich und Oberösterreich gibt es zusätzlich noch die Grüne Bildungswerkstatt, die von der FREDA auf Bundesebene abgelöst wurde.

## Prominente Mitglieder
Zu den bekanntesten Gründungsmitgliedern und Mentoren zählen der Hochschullehrer Alexander Tollmann, der Schauspieler Herbert Fux, der Steyregger Bürgermeister Josef Buchner (erster grün-politischer Bürgermeister Österreichs, als Unabhängiger – wurde 1987 aus dem grünen Parlamentsklub ausgeschlossen), Freda Meissner-Blau, Günther Nenning und der Maler Friedensreich Hundertwasser, die die Besetzung der Hainburger Au unterstützten. Lange Jahre in prominenten Funktionen tätig – als Salzburger Stadtrat, Bundesgeschäftsführer, Nationalrat und Mitglied des Europäischen Parlaments – war Johannes Voggenhuber. Der langjährige Sozialsprecher Karl Öllinger profilierte sich mit der Dokumentation von Aktivitäten und Stellungnahmen der rechtsradikalen Szene in Österreich.
Zwei der bekanntesten ehemaligen Mitglieder sind der frühere Bundessprecher und amtierende Bundespräsident Alexander Van der Bellen sowie das Gründungsmitglied Peter Pilz, der Initiator der Liste Pilz.